# Анастасија Заваљевска
Анастасија Ана Заваљевска (1890−1965) била је руска лекарка која се доселила у Краљевину Југославију после Октобарске револуције. Лекарска делатност учинила ју је једном од најцењенијих Рускиња које су живеле у Југославији. Један део пута који повезује општине Аранђеловац и Сопот добио је име по њој, као Пут докторке Заваљевске.
Заваљевска је рођена у Русији, одакле је 1922. избегла са мужем Борисом и тек рођеним сином, Валеријем (Ваљом). Из Београда је на запрежним колима стигла до шумадијског села Венчане, где је одлучила да остане и да почне да ради као сеоска лекарка. Врло брзо стекла је углед као једна од најпознатијих лекарки у Централној Србији, те је, осим у Венчанама, радила и у Дрлупи, Раниловићу, Тулежу, Стрмову, Пркосави, Даросави, у другим селима око Космаја и Букуље, а имала је и пацијенте који су јој долазили из Аранђеловца и Сопота. Породица Заваљевски је била у потпуности лекарска, јер су се медицином бавили и Анин супруг, и син, и снаха, и унук.
У Венчанама је отворила домаћичку школу, у којој је младе девојке подучавала домаћинству и хигијени, и припремала их за брачни живот. Успела је да у оквиру сеоске амбуланте отвори породилиште − једно од првих сеоских породилишта у Југославији, које је имало неколико кревета. Уз то је радила и као бабица, и као патронажна сестра.
Међу анегдотама из њеног живота, памти се како је Анастасија млела жито у венчанском млину, али тако да свако зрно буде у потпуности самлевено, како би добила што тамније брашно. Мештанима села, после рата жељним белог брашна, докторка је објашњавала због чега је тамније боље за њихов организам. Научила их је, према причању мештана, и да коприва не служи само да се њоме ишиба тур, већ и да се од ње кува чорбица, која садржи гвожђе. Заваљевска је изазивала чуђење Венчанаца и због своје навике да за прање косе не користи бунарску воду, већ да је доноси из реке Турије.
У кућу породице Заваљевски често је долазио познати југословенски оперски певач, Живан Сарамандић.